# Нескорений (фільм, 2014)
«Нескорений» (англ. Unbroken) — американський драматичний фільм 2014 року, продюсером та режисером якого є Анджеліна Джолі. Картину знято на основі біографічної книги американської письменниці Лаури Гілленбранд. «Нескорений: Історія виживання, стійкості та спокути під час Другої світової війни», про життя відомого американського спортсмена Луї Замперіні.

## Сюжет

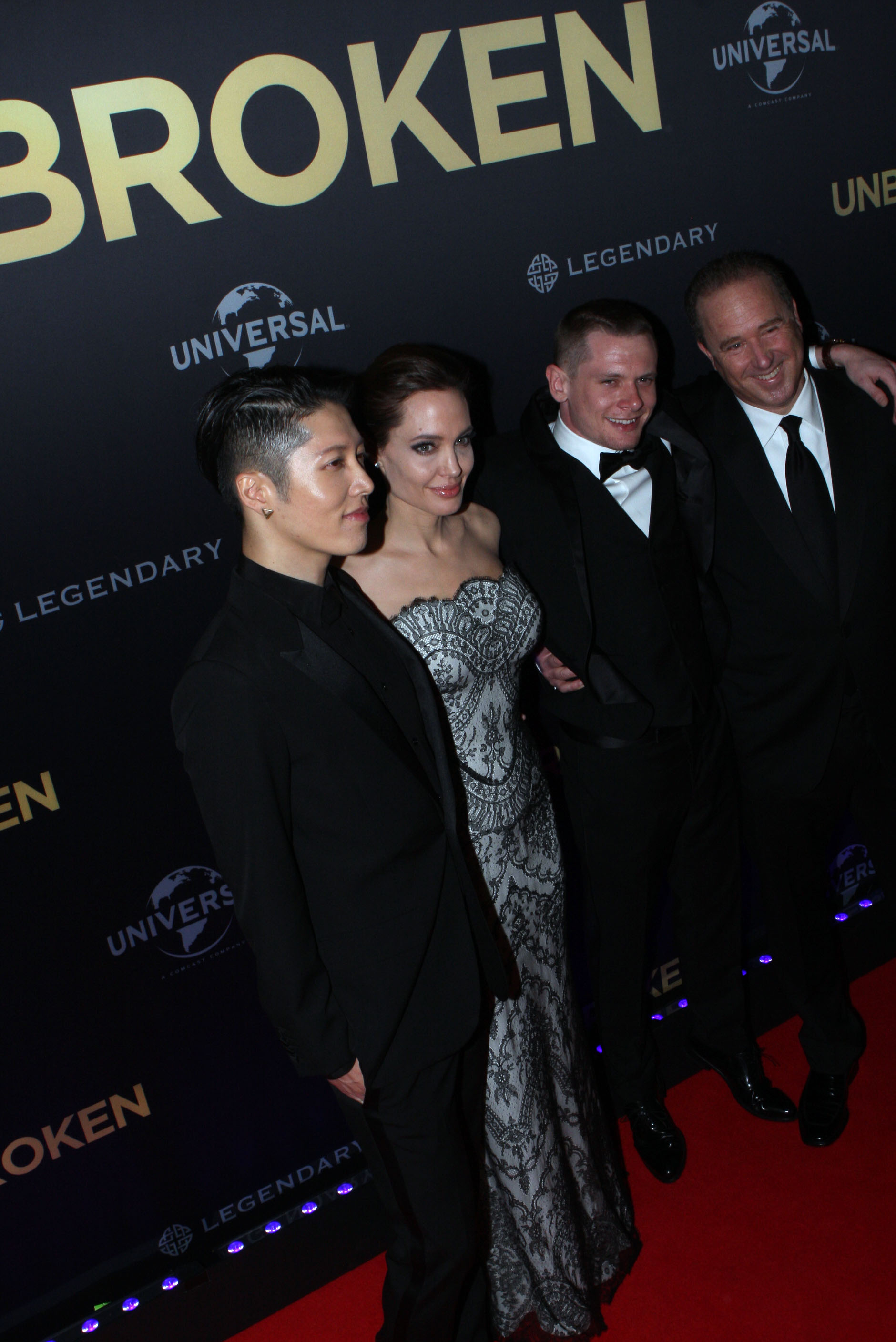
На прем'єрі фільму «Нескорений» в Австралії: Miyavi, Анджеліна Джолі, Джек О'Коннелл, Меттью Баер

Фільм знято на основі реальних подій. Головний герой стрічки — Луї Замперіні, американський легкоатлет і учасник Олімпійських ігор 1936 року в Берліні. З початком Другої світової війни Замперіні вступає до лав ВПС Армії США і направляється у Тихоокеанський регіон. У 1943 році, під час виконання чергового завдання, його літак зазнає катастрофи над Тихим океаном, у результаті якої вижили лише він та ще двоє членів екіпажу. Після 47 виснажливих днів дрейфу на плоту в океані, військові потрапляють у полон до японців. У таборі військовополонених Луї Замперіні проводить 2,5 роки, де щоденно зазнає жорстоких знущань і тортур.

## Історія створення
Кінокомпанія «Universal» придбала права на екранізацію історії Луї Замперіні ще 1957 року, а у січні 2011 — і права на книгу Лаури Гілленбранд про нього: «Нескорений: Історія виживання, стійкості та спокути під час Другої світової війни», яка вийшла у 2010 році і стала бестселером. Перший сценарій було написано Річардом Лагравенезе та Вільямом Ніколсоном, режисером мав стати Френсіс Лоуренс. Але згодом ці плани було змінено і в грудні 2011 до роботи над фільмом, як режисера, було запрошено Анджеліну Джолі.
Джолі вирішила змінити сценарій і декілька тижнів провела у пошуках, доки не зупинила свій вибір на Джоелі та Ітанові Коенах. Брати Коен переписали сценарій, а Луї Замперіні та Лаура Гілленбранд були запрошені консультантами у роботі над картиною. Знімання фільму розпочалося 21 жовтня 2013 року і відбувалося в Австралії. Прем'єрний показ стрічки також відбувся в Австралії — 17 листопада 2014 року на Сіднейському кінофестивалі.
16 лютого 2014, на Зимових Олімпійських іграх в Сочі, було продемонстровано 3-хвилинний фрагмент фільму. Луї Замперіні помер від пневмонії 2 липня 2014, у віці 97 років.

## Актори
| Актор           | Роль                     |
| --------------- | ------------------------ |
| Джек О'Коннелл  | Луї Замперіні            |
| Міяві           | Муцухіро Ватанабе        |
| Гаррет Хедлунд  | Джон Фітцджеральд        |
| Джай Кортні     | Г'ю «Кап» Каппернелл     |
| Домналл Глісон  | Рассел «Філ» Філліпс     |
| Фінн Віттрок    | Френсіс «Мак» Макнамарад |
| Алекс Расселл   | Піт Замперіні            |
| Люк Тредавей    | Міллер                   |
| Джордан Сміт    | Кліфф                    |
| Трейвіс Джеффрі | Джиммі                   |
| Джон Магаро     | Френк А. Тінкер          |

## Нагороди та номінації
| Рік  | Нагорода                                      | Категорія                                        | Номінант                                        | Результат |
| ---- | --------------------------------------------- | ------------------------------------------------ | ----------------------------------------------- | --------- |
| 2014 | «Кінопремії Голлівуду»                        | Премія «Новий Голлівуд»                          | Джек О'Коннелл                                  | Перемога  |
| 2015 | Премія Американського інституту кіномистецтва | Фільм року                                       |                                                 | Перемога  |
| 2015 | Премія Гільдії кіноакторів США                | Найкращий каскадерський ансамбль в ігровому кіно |                                                 | Перемога  |
| 2015 | Кінопремія «Вибір критиків»                   | Найкращий фільм                                  |                                                 | Номінація |
| 2015 | Кінопремія «Вибір критиків»                   | Найкращий режисер                                | Анджеліна Джолі                                 | Номінація |
| 2015 | Кінопремія «Вибір критиків»                   | Найкращий адаптований сценарій                   | Брати Коен, Річард Лагравенезе, Вільям Ніколсон | Номінація |
| 2015 | Кінопремія «Вибір критиків»                   | Найкраща операторська робота                     | Роджер Дікінс                                   | Номінація |
| 2015 | Премія «Оскар»                                | Найкраща операторська робота                     | Роджер Дікінс                                   | Номінація |
| 2015 | Премія «Оскар»                                | Найкращий звук                                   | Джон Тейлор, Франк Монтано, Девід Лі            | Номінація |
| 2015 | Премія «Оскар»                                | Найкращий звуковий монтаж                        | Беккі Салліван, Ендрю Декрістофаро              | Номінація |
| 2015 | Премія «Сатурн»                               | Найкращий пригодницький фільм або бойовик        |                                                 | Перемога  |
| 2015 | Премія «Сатурн»                               | Найкращий монтаж                                 | Вільям Ґолденберґ, Тім Скуайрес                 | Номінація |